# Sjömagasinet

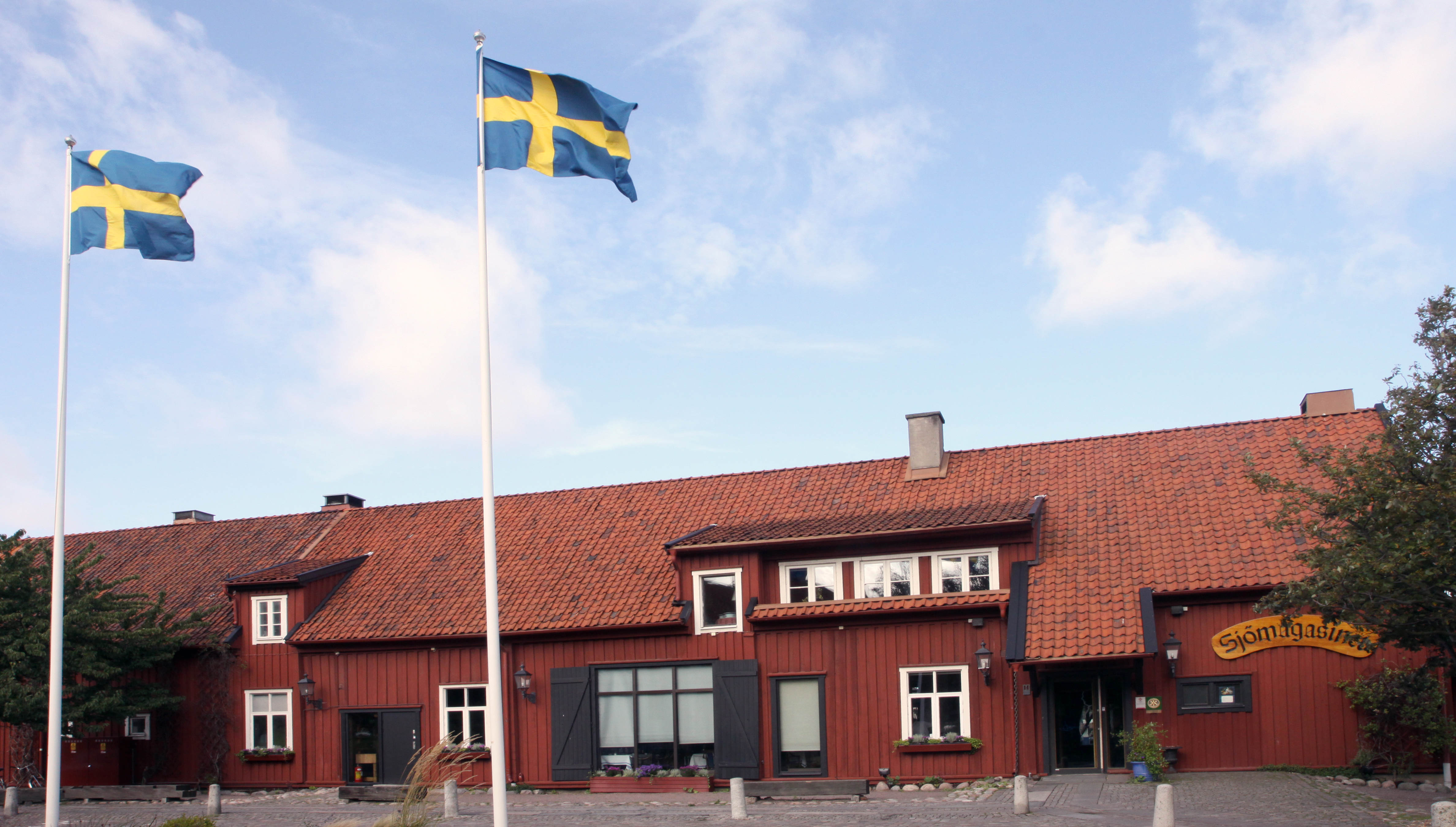
Ingång och framsida av Sjömagasinet

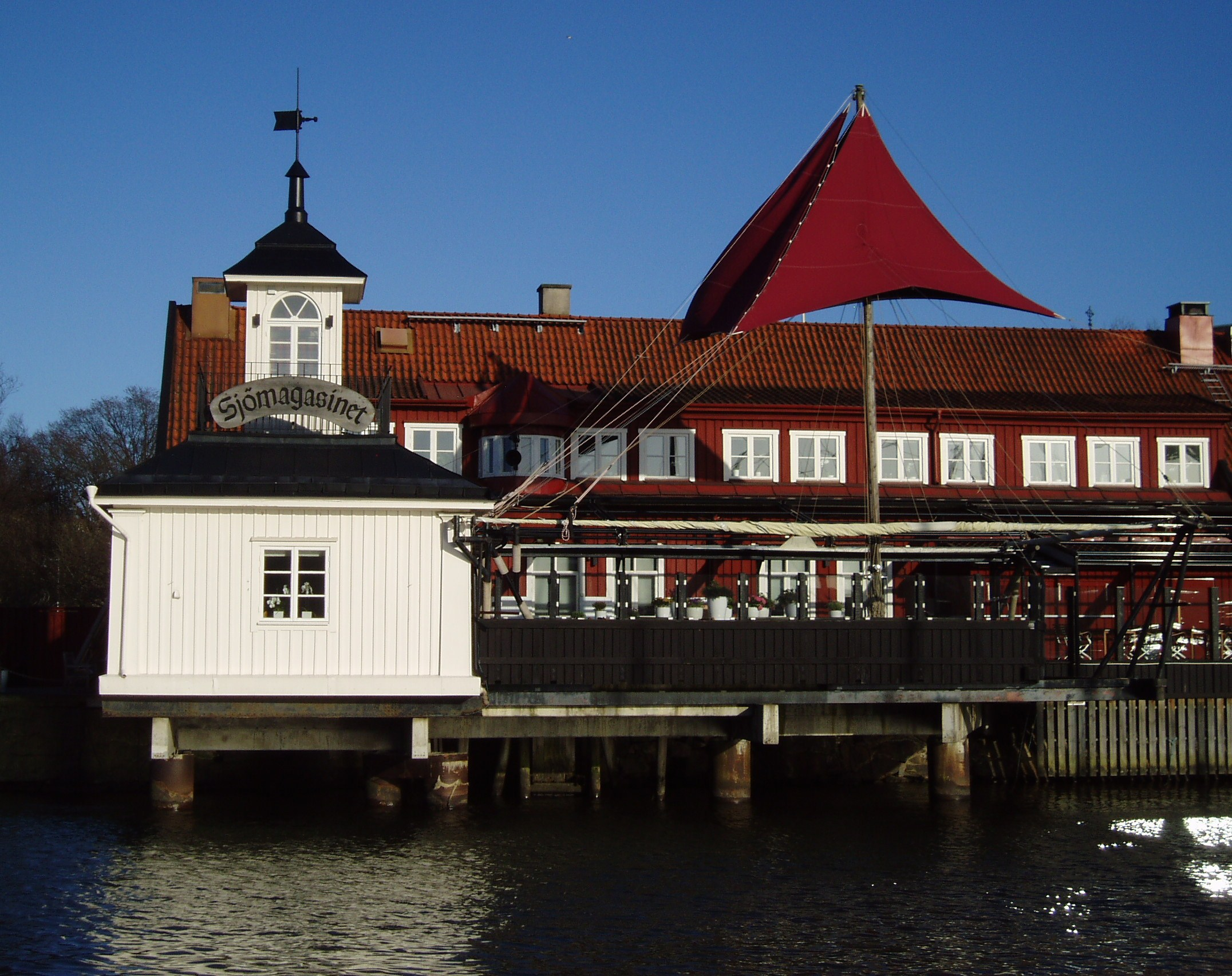
Baksidan av Sjömagasinet sedd från kajen mot Röda sten

Sjömagasinet är en exklusiv restaurang vid Klippan på Södra älvstranden i Göteborgs hamninlopp som drivs av Jennie Selin och Mats Sjölander. Sen juli 2025 är Mats ensam ägare av Sjömagasinet.
Restaurangen öppnades 1984 och drevs av Göteborgs kommun fram till mars 1994 då den togs över av krögaren Leif Mannerström och hans kompanjon Lars Ahlström. År 2010 såldes restaurangen till Ulf Wagner som drev den tillsammans med köksmästaren Gustav Trägårdh. Trägårdh blev Årets kock samma år och vann sedan tävlingsprogrammet Kockarnas Kamp på TV4, 2014. I april 2021 togs Sjömagasinet över av Jennie Selin och Mats Sjölander som driver vidare med klassiska fisk- och skaldjursrätter.
Sjömagasinet har gästats av många kända artister, som Bruce Springsteen, Rolling Stones, U2 med flera under deras besök i Göteborg. Restaurangen hade åren 1999–2010 en stjärna i restaurangguiden Guide Michelin Rouge. År 2013 tilldelades restaurangen återigen en stjärna. År 2018 förlorade restaurangen åter stjärnan.

## Byggnaden
Byggnaden har en historia sedan 1775 som Ostindiekompaniets lagerhus (sjöbod). Det timrade huset uppfördes i en våning efter ritning av fortifikationskapten Henrik Lieden, och beskrevs 1804 vid en besiktning för brandförsäkring som "En större Tygbod af groft furutimmer, brädklädd och rödmålad, täckt med Bräder och tegel, anlagd på nedsatta Pråhmar och Sänkevärk samt 18 st. stenpelare". Byggnaden ”har 2:ne Bottnar med Bjelkelag af 4 huggne Storvärks trähn, är 100 alnar lång, 18 alnar bred och 6 alnar hög”. 
Huset var uppdelat i nio Bodar afskiftade med timmer och hade tio par med portar. Byggnaden är cirka 60 meter lång. Omkring 1906-1907 flyttade lotsarna från Corps-de-logiet till sjömagasinet, och då byggdes takpartiet åt havssidan om till lotsutkik. Man delade byggnaden med Hamnstyrelsen och Tullverket. Det har numera ett inrett vindsplan samt tegeltäckt sadeltak med kupor. Fasaden är klädd med faluröd panel. Under många år fungerade huset som sillmagasin. Efter 1916 tillkom småbåtshamnen mot älven. 
Kommunala Vingabolaget övertog vid årsskiftet 1982-1983 magasinsbyggnaden och genomförde en omfattande restaurering och ombyggnad. Huset delades mitt itu och båda delarna flyttades bort från sänkverksgrunden. Ett nytt kök inreddes därefter på den nya grunden. De båda byggnadsdelarna återflyttades därefter.
På en karta från 1816 anges byggnadens yta till "sjöbod - 1 641 qvadratalnar". En numera igenfylld vik (senare än 1923), gick innanför den mot land i väster vettande kortsidan av sjöboden. Här fanns en färjeplats, och en stenbrygga som hette Klippebryggan. Den skyddade, rektangulära hamndelen i sydost, innanför huset, var igenlagd 1846. Samma år kan man på en karta se två "Försänkta Ostindiska Skepp" i älven, rakt utanför huset. Ytterligare två skepp låg strax nordost därom.
Snett emot och öster om Sjömagasinet, ligger Ostindiska kompaniets gamla corp de logi där man förvarade sin proviant.
Direkt innanför Sjömagasinets område, passerar Adolf Edelsvärds gata.